# Европско првенство у кошарци 1935.
Европско првенство у кошарци 1935. је било прво међународно кошаркашко такмичење које је организовала ФИБА. Такође је било и пробно такмичење за први олимпијски кошаркашки турнир на Олимпијским играма 1936. Одржано је од 2. до 7. маја у Женеви у Швајцарској. На такмичењу су учествовале репрезентације Белгије, Бугарске, Чехословачке, Француске, Мађарске, Италије, Летоније, Румуније, Шпаније и репрезентација Швајцарске. Прво место освојила је Летонија, друго место освојила је репрезентација Шпаније, док је трећа била Чехословачка.

## Квалификације
Пре почетка турнира одиграна је квалификациона утакмица између Шпаније и Португала. Утакмица је одиграна у Мадриду и домаћин је победио резултатом 33 - 12.

## Турнир

### Прелиминарна рунда
У овој рунди екипе су подељене у пет парова. Три од пет победника парова ишли су директно у полуфинале. Преостале две екипе (Италија и Швајцарска) играле су додатну утакмицу. Победник ове утакмице учествовао је у полуфиналу. Сви поражени, као и поражени из додатне утакмице учествовали су у доигравању од 5. до 8. места.
Резултати прелиминарне рунде:
|  | Шпанија      | 25 - 17 | Белгија   |  |
|  | Летонија     | 46 - 12 | Мађарска  |  |
|  | Чехословачка | 23 - 21 | Француска |  |
|  | Италија      | 42 - 23 | Бугарска  |  |
|  | Швајцарска   | 42 - 9  | Румунија  |  |

Додатна утакмица:
|  | Швајцарска | 27 - 17 | Италија |  |

### Утакмице за пласман од 5. до 10. места
Ова рунда је служила да се 6 елиминисаних репрезентација у претходној рунди распореди од 5. до 10. места.
Прво су одигране две утакмице чији су победници играли за пласман од 5. до 8. места, а поражени су играли утакмицу за 9. место.
Резултати утакмица за пласман од 5. до 10. места:
|  | Бугарска  | 22 - 19 | Мађарска |  |
|  | Француска | 66 - 23 | Румунија |  |

Резултат утакмице за 9. место:
|  | Мађарска | 24 - 17 | Румунија |  |

Потом су одигране две утакмице за пласман од 5. до 8. места. Победници ових утакмица су играли за 5. место, а поражени за 7. место.
Резултати утакмица за пласман од 5. до 8. места:
|  | Француска | 29 - 27 | Италија  |  |
|  | Белгија   | 29 - 11 | Бугарска |  |

Резултат утакмице за 7. место:
|  | Италија | 35 - 22 | Бугарска |  |

Резултат утакмице за 5. место:
|  | Француска | 49 - 30 | Белгија |  |

### Полуфинале
Одигране су две полуфиналне утакмице. Победници су играли у финалу, а поражени утакмицу за треће место.
Резултати полуфиналних утакмица:
|  | Летонија | 28 - 19 | Швајцарска   |  |
|  | Шпанија  | 21 - 17 | Чехословачка |  |

### Финале
Финална утакмица и утакмица за треће место одигране су 7. маја. На такмичењу нису додељиване медаље.
Резултат утакмице за треће место.
|  | Чехословачка | 25 - 23 | Швајцарска |  |

Резултат финалне утакмице:
|  | Летонија | 24 - 18 | Шпанија |  |

| Првак Европе 1935.   |
| -------------------- |
| Летонија Прва титула |

## Коначан пласман
| Место | Репрезентација |
| ----- | -------------- |
| 1     | Летонија       |
| 2     | Шпанија        |
| 3     | Чехословачка   |
| 4     | Швајцарска     |
| 5     | Француска      |
| 6     | Белгија        |
| 7     | Италија        |
| 8     | Бугарска       |
| 9     | Мађарска       |
| 10    | Румунија       |